# عبدو عند الموحدين (فلم)
عبدو عند الموحدين هو فيلم كوميدي مغربي صدر سنة 2006، من كتابة وإخراج سعيد الناصري، والذي مثل فيه أيضًا دور البطولة إلى جانب كل من عبد الله العمراني، وصلاح الدين بنموسى، وإدريس الروخ، وسناء عكرود، ولبنى خيري. تدور أحداث الفيلم حول الشاب عبدو الذي ينتقل بآلة زمن إلى عصر الدولة الموحدية ليعيش هناك العديد من المغامرات المشوقة.

## القصة
يحكي الفيلم قصة شاب يدعى عبدو من مدينة مراكش المغربية يقضي جل وقته في مضايقة السياح ومحاولة بيعهم أي شيء لإعالة عائلته، لكنه فجأة يجد نفسه بعد مطاردة من الشرطة أمام مقصورة لعلماء أمريكيين يقومون بأبحاث علمية بحثًا عن خريطة الجغرافي الشريف الإدريسي بواسطة آلة يصدر عنها شعاع ليزر يخترق جسد البطل عبدو فيختفي مسافرًا عبر الزمن، ليرمي به في حضارة عريقة، في عهد الموحدين.
يجد عبدو نفسه في زمن دولة الموحدين التي حكمت المغرب وامتد سلطانها حتى حدود مصر وإسبانيا. ويعيش خلال أحداث الفيلم مغامرات عدة يكتشف فيها حضارة عظيمة للمسلمين في الثقافة والطب والفنون والعلوم إبان القرن الثالث عشر الميلادي، يصادف تواجد عبدو في ذلك الزمان شنّ مجموعة من المتمردين هجومًا طموحًا للإطاحة بالدولة الموحدية، فأجبرته الظروف على الدفاع عن المدينة وإنقاذ ورقاء، ابنة الوالي، من أيديهم. فخاض مع قائد الجيش، حسام، رحلة محفوفة بالمخاطر، حتى تمكنا أخيرًا من الوصول إلى معسكر المتمردين، حيث خاضوا معركة عنيفة لتحرير ورقاء وطبيبتها. بعد عودتهما إلى مراكش، نال عبدو تقدير الوالي والأعيان. ورغم المكانة الرفيعة التي حصل عليها، قرر العودة إلى زمنه، حيث قام بمساعدة كبير علماء الوالي بصناعة آلة زمن تعيده إلى الحاضر.

## طاقم التمثيل
- سعيد الناصري في دور عبدو
- إدريس الروخ في دور حسام
- عبد الله العمراني في دور أبو إسحاق
- صلاح الدين بنموسى في دور أبو الحسن
- سناء عكرود في دور الطبيبة
- لبنى خيري في دور ورقاء
- أنور الجندي في دور يعقوب المنصور
- نور الدين أديب في دور صخر إبن غانية
- عبد الجبار لوزير في دور بائع الجرائد
- مصطفى تاه تاه في دور قائد المتمردين
- فضيلة بن موسى في دور والدة عبدو
- أمال التمار في دور زوجة الوالي
- عبد القادر لطفي
- محمد ياسر

## انتقادات
يرى العديد من النقّاد المغاربة أن قصة الفيلم مسروقة من الفيلم الأمريكي الفارس الأسود. في حين رد كاتب ومخرج الفيلم سعيد الناصري على هذه الانتقادات في حوار مع الناقد بلال مرميد، بكون الأمر عبارة عن إعادة صناعة لفكرة الفيلم الأصلي في قالب مغربي.

## وصلات خارجية
- مقالات تستعمل روابط فنية بلا صلة مع ويكي بيانات